# Naussac (Lozère)
Naussac korábbi község Franciaország Okcitánia régiójában, Lozère megyében. 2011-ben 209 lakosa volt.
2016. január 1-jén Fontanes korábbi községgel egyesült és az így létrejött Naussac-Fontanes új község része lett.

## Fekvése
Naussac község területe két részből áll: a régi Naussacból, melynek területének felét a Naussaci-víztározó vize borítja, valamint az ennek a víztározónak a déli partján, Langogne-tól 2 km-re nyugatra kialakított új faluból, mely enklávét képez Langogne-on belül.
Naussac a Margeride-hegység keleti előterében fekszik, 960 méteres (a községterület 869-1064 méteres) tengerszint feletti magasságban, Lozère és Haute-Loire megyék határán. Keleti határát az Allier szurdokvölgye alkotja. A községterület 27%-át (371 hektár) borítja erdő.
Nyugatról Auroux, északról Fontanes, Rauret és Saint-Étienne-du-Vigan, keletről Pradelles; délről pedig Langogne, Rocles és Chastanier községekkel határos.
A községet a D26-os megyei út köti össze Langogne-nyal és Fontanes-nal.
A községhez tartoznak Pomeyrols és La Valette települések.

## Története
A történelmi Gévaudan és Vélay tartományok határán fekvő régi falu az 1976-1982 között épült Naussaci-víztározó megépültével víz alá került. Lakosai számára egy teljesen új települést hoztak létre Langogne szomszédságában. Az új Naussac üdülőtelepüléssé vált, lakosságszáma 1982 után duplájára növekedett.

### Demográfia
| Év   | Lakosság |
| ---- | -------- |
| 1793 | 346      |
| 1851 | 477      |
| 1876 | 483      |
| 1901 | 504      |
| 1936 | 327      |

| Év   | Lakosság |
| ---- | -------- |
| 1946 | 262      |
| 1954 | 215      |
| 1962 | 156      |
| 1968 | 134      |

| Év   | Lakosság |
| ---- | -------- |
| 1975 | 110      |
| 1982 | 85       |
| 1990 | 117      |
| 1999 | 189      |
| 2010 | 205      |

## Nevezetességei
- A La Madeleine templom a 19. században épült.
- Apátsági kastélya a 16-17. században épült.[4]
- Naussac-duzzasztógát
- Allier szurdokvölgye

## Kapcsolódó szócikk
- Lozère megye községei